# Calciumsignalering
Calciumsignalering er en biologisk proces, hvor celler bruger calciumioner (Ca2+) til at kunne udløse processer inde i cellen, ofte som en reaktion på ydre signaler. På denne måde fungerer de som budbringere i en signaltransduktionsproces. Udgangspunktet for al calciumsignalering er, at den ekstremt lave Ca2+-koncentration i cellens cytoplasma stiger voldsomt, hvilket resulterer i at nedstrøms cellulære hændelser udløses. Stort set alle væv, og endda alle celletyper, ikke bare i den menneskelige krop, men også i planter og andre eukaryote organismer, bruger en form for calciumsignalering for at fungere eller overleve.

## Aktivering af calciumsignalering
Hvilekoncentrationen af Ca2+ i cytoplasmaet holdes normalt omkring 100 nanomolær (nM). Dette er 20.000 til 100.000 gange lavere end den koncentration, der typisk findes udenfor cellen. For at opretholde denne lave koncentration pumpes Ca2+ hele tiden aktivt ud fra cytoplasmaet til det ekstracellulære rum, det endoplasmatiske reticulum (ER), planters vakuoler og nogle gange ind i mitokondrierne. Visse proteiner i cytoplasmaet og organeller kan også fungere som buffere gennem at binde Ca2+. Signalering opstår, når cellen stimuleres til at tillade Ca2+-ioner at løbe ind i cytoplasmaet, enten udefra eller fra de intracellulære lagre, ved at åbne ionkanaler, der tillader passage af Ca2+, og som kan befinde sig i plasmamembranen eller i membranerne omkring intracellulære lagre. Under visse forhold kan den intracellulære Ca2+-koncentration begynde at svinge med en bestemt frekvens.
Specifikke signaler, der som regel genkendes af receptorer på cellens overflade, kan udløse en pludselig stigning i de cytoplasmatiske Ca2+-niveauer til 500-1.000 nM ved at åbne kanaler i plasmamembranen eller ER. En almindelig signalvej, der øger cytoplasmatisk calciumkoncentration, er fosfolipase C (PLC)-vejen.

## Som en sekundær budbringer
Calcium er en allestedsnærværende sekundær budbringer (second messenger) med vidtgående fysiologiske roller. Den primære budbringer er det signal, der udløser calciumsignaleringsprocessen. Calcium kan fx være sekundær budbringer i processer som muskelkontraktion, neuronal transmission (som i en excitatorisk synapse), cellulær motilitet (inklusive bevægelse af flageler og cilie)r, befrugtning, celledeling, neurogenese, indlæring og hukommelse som med synaptisk plasticitet, og sekretion af spyt. Høje niveauer af cytoplasmatisk Ca2+ kan også få cellen til at gennemgå apoptose (programmeret celledød). Andre biokemiske roller af calcium omfatter regulering af enzymaktivitet, permeabilitet af ionkanaler, aktivitet af ionpumper, og komponenter af cytoskelettet.
Mange af Ca2+-medierede hændelser opstår, når det frigivne Ca2+ binder til og aktiverer det regulatoriske protein calmodulin. Calmodulin kan aktivere Ca2+-calmodulin-afhængige proteinkinaser eller kan virke direkte på andre effektorproteiner. Besides calmodulin, there are many other Ca2+-binding proteins that mediate the biological effects of Ca2+. Udover calmodulin er der mange andre Ca2+-bindende proteiner, der medierer de biologiske virkninger af Ca2+.